# Burgstall (Gemeinde Weng)
Burgstall ist ein kleiner Ort im Innviertel Oberösterreichs wie auch Ortschaft der Gemeinde Weng im Innkreis im Bezirk Braunau am Inn.

## Geographie
Der Ort befindet sich 11½ Kilometer östlich von Braunau am Inn, westlich von Altheim.
Die Rotte liegt im Inntal auf um die 375 m ü. A. links an der Mühlheimer Ache (Ach), an den Einmündungen des Altbachs und Lochbachs.
Die Ortschaft Burgstall umfasst knapp 20 Gebäude mit gut 40 Einwohnern. Sie erstreckt sich von der B148 Altheimer Straße, Einmündung L1095 Treubacher Straße bei Pirath über knapp 2 km Achen-abwärts bis zur Lochbach-Brücke bei Gundholling. Das umfasst die Häuser auf der Burgstall genannten Flussterrasse (PLZ 4952) ebenso wie die Ansiedlung und das Klärwerk unterhalb direkt an der Ache (PLZ 4950), sowie den schon in der Katastralgemeinde Leithen liegenden Ortslagen am Lochbach (PLZ 4961).
| Gundholling (O, Gem. Mining) | Niederach (O, Gem. Mühlheim a.I.)           |                                                          |
| Appersting (O)               | Kompassrose, die auf Nachbargemeinden zeigt | Danglfing (O, Gem. Altheim)                              |
| Hauserding (O)               | Pirath (O, Gem. Weng i.I. u. Altheim)       | Sankt Ulrich (Spindlerwehr-Siedlung, O. u. Gem. Altheim) |

## Geschichte und Infrastruktur

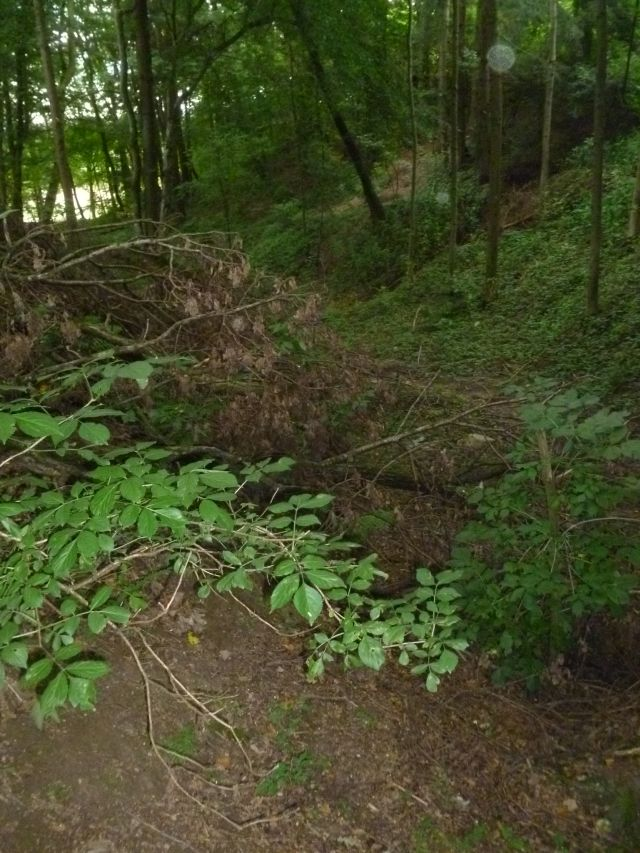
Vermuteter Burggraben des Burgstalls

Der Ortsname bezieht sich auf eine abgegangene Burg, heute Burgstall Altheim genannt, die von 1130 bis 1563 nachweislich ist. Burgstall/-stelle ist ein Wort für kleine befestigte Sitze des minderen Adels im Mittelalter. Von der Anlage ist heute kaum mehr etwas erhalten.

### Kläranlage Burgstall
Die Kläranlage Burgstall wurde ab 1990 ausgebaut (Inbetriebnahme 1992). Sie wird vom Reinhaltungsverband Altheim und Umgebung betrieben.
Die Kläranlage ist eine mechanisch-biologische Anlage (Kohlenstoff- und Stickstoffentfernung sowie Phosphorfällung).
Sie verfügt über eine Regenfeinentlastung und zwei Regenbecken für die Mischwasserkanalisation. Siebanlage und Sandfang für die mechanische Reinigung sind im Betriebsgebäude untergebracht. In zwei Belebungsbecken und drei Nachklärbecken findet die biologische Klärung statt. Der anfallende Klärschlamm wird in zwei Schlammsilos und dann einem Schlammlagerplatz gelagert, und in Folge zur Gänze landwirtschaftlich verwertet. Außerdem steht eine Übernahmestation für Senkgrubeninhalte zur Verfügung.
Die Anlage ist auf 16.900 EW60 konzipiert und übernimmt die Abwässer von Altheim,
Geinberg, Weng und Moosbach, wobei als wesentliche Indirekteinleiter die Molkerei Geinberg und die Therme Geinberg, die Firma Wiesner-Hager sowie die Brauereien Wurmhöringer und Raschhofer sind.

## Nachweise
- 40446 – Weng im Innkreis. Gemeindedaten der Statistik Austria

1. ↑  das Firmengelände Neumüller-Rolltore gehört schon zu Burgstall
2. ↑  Reinhaltungsverband Altheim und Umgebung, Stadtamt Altheim, altheim.ooe.gv.at
3. 1 2  Amt der Oö. Landesregierung – Abteilung Wasserbau, Abteilung Umweltschutz: Abwasserentsorgung in Oberösterreich. Stand 1999, Land Oberösterreich, Linz, November 2000, Eintrag Reinhaltungsverband Altheim und Umgebung, S. 26 f (pdf, land-oberoesterreich.gv.at).
4. ↑  vergl. Verordnung der Marktgemeinde Altheim vom 4. Februar 2003, mit der eine Kanalordnung für das öffentliche Kanalnetz im Gemeindegebiet Altheim erlassen wird. (pdf, altheim.ooe.gv.at).